# 德耶
德耶（法語：Deuillet，法語發音：[dœjɛ]）是法国上法蘭西大區埃纳省的一个市镇，属于拉昂区。

## 地理
德耶（49°37'49"N, 3°21'41"E）面积3.76 平方千米，位于法国上法蘭西大區埃纳省，该省份为法国北部内陆省份，北起北部省，西接索姆省和瓦兹省，东临阿登省和马恩省，西南至塞纳-马恩省，东北部与比利时接壤。
与德耶接壤的市镇（或旧市镇、城区）包括：昂德兰、博托尔、贝托库尔-埃普尔通、圣戈班、塞尔韦。

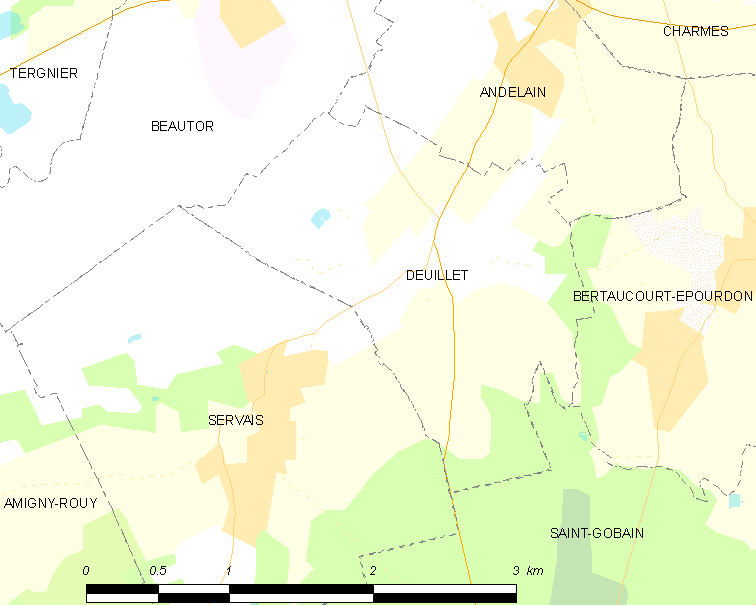
德耶的OSM定位图

德耶的时区为UTC+01:00、UTC+02:00（夏令时）。

## 行政
德耶的邮政编码为02700，INSEE市镇编码为02262。

## 政治
德耶所属的省级选区为泰爾尼耶縣。

## 人口

1962-2008年间德耶人口变化图示

德耶于2022年1月1日时的人口数量为202人。